# Mausolée de Che Guevara
Le mausolée de Che Guevara est un complexe funéraire situé à Santa Clara, à Cuba. Il abrite les restes du révolutionnaire marxiste Ernesto « Che » Guevara et de seize de ses compagnons, morts au cours d'une guérilla en Bolivie en 1967. L'ensemble, érigé à partir de 1982, est dominé par une statue monumentale du « Che ». 
Les restes du révolutionnaire ont été découverts en 1997 dans une fosse commune à Vallegrande, en Bolivie, et rapatriés à Cuba quelques mois plus tard. Le 17 octobre 1997, après avoir reçu les honneurs militaires, ils sont transférés dans le mausolée au cours d'une cérémonie solennelle, retransmise en direct par la télévision cubaine.
Le choix du site de Santa Clara a été préféré à La Havane en souvenir de la bataille de Santa Clara (décembre 1958), au cours de laquelle Ernesto Guevara s'était illustré. La prise de la ville marqua un tournant dans la révolution cubaine, le président Fulgencio Batista fuyant son pays quelques heures après avoir eu connaissance de cet événement.

## Description
Sa construction débute en 1982, sous la supervision de plusieurs architectes et sculpteurs (Jorge Cao Campos, Blanca Hernández, José Ramón Linares, José de Lázaro Bencomo et José Delarra). L'architecture du complexe laisse une grande place aux volumes et aux formes géométriques. À l'intérieur, une flamme éternelle a été allumée par Fidel Castro en mémoire du « Che » et de ses compagnons.
De nombreuses personnes ont travaillé à sa réalisation, achevée en 1988. Un grand panneau historié rappelle des événements marquants de sa vie : son séjour au Guatemala, ses combats dans la Sierra Maestra aux côtés de Fidel Castro et de Camilo Cienfuegos, mais aussi son action comme ministre de l'industrie. Un peu plus loin, un autre conserve, gravé dans la pierre, les mots d'adieu du « Che » adressés à Fidel Castro, peu avant de quitter Cuba pour poursuivre la révolution sous d'autres latitudes. À quelques mètres de là, sur un immense piédestal, une statue du « Che » combattant surplombe une vaste esplanade. La célèbre devise « Hasta la victoria, siempre ! » (Jusqu'à la victoire, toujours !) court au bas du monument.
De 1997 à 2009, le complexe a été visité par plus de trois millions de personnes, originaires de plus de cent pays différents. Il abrite aujourd'hui un musée consacré à la vie du révolutionnaire.